# Vicente Huidobro
Vicente García-Huidobro Fernandéz (Santiago do Chile, 10 de janeiro de 1893 — Cartagena, 2 de janeiro de 1948), mais conhecido como Vicente Huidobro, foi um poeta de vanguarda muito influente na poesia do século XX.
Considerado pelos chilenos como um dos seus maiores poetas na história, Huidobro teve, no entanto, uma carreira internacional, sendo o criador e expoente do Criacionismo, participando do grupo Cabaret Voltaire  e sendo essencial para a formação do que há de cosmopolita na lírica de poetas como Federico Garcia Lorca.
Mundialmente apontado como um dos quatro grande poetas do Chile, junto com Neruda, De Rokha e Mistral, Huidobro é, reconhecidamente, o mais inovador de todos e um dos maiores nomes da poesia mundial do século XX.
O nome Criacionismo (Creacionismo, em língua castelhana) deriva de um poema de Huidobro no qual ele pergunta aos poetas porque cantar a rosa, se antes deveríamos fazê-la florir no poema, comparando o poeta a um pequeno Deus. Além de ser o mentor deste movimento, em 1912 já havia publicado seu primeiro caligrama, sendo também considerado um dos precursores da poesia visual.
Sua obra mais aclamada é o poema Altazor o el viaje en paracaídas, "Altazor ou a viagem de pára-quedas", sendo considerada uma das obras máximas das vanguardas latino-americanas 
O seu manifesto "Nom serviam", de 1914, é considerado por historiadores latino-americanos como o marco inicial das vanguardas no continente americano .

## Obras
- Ecos del alma, Santiago de Chile, Imprenta Chile, 1911.
- La gruta del silencio, Santiago de Chile, Imprenta Universitaria, 1913.
- Canciones en la noche, Santiago de Chile, Imprenta Chile, 1913.
- Pasando y pasando, Santiago de Chile, Imprenta Chile, 1914.
- Las pagodas ocultas, Santiago de Chile, Imprenta Universitaria, 1914.
- Adán, Santiago de Chile, Imprenta Universitaria, 1916.
- El espejo de agua, Buenos Aires, Orión, 1916.
- Horizon carré, París, Paul Birault, 1917. (escrito en francés)
- Poemas árticos, Madrid, Pueyo, 1918.
- Ecuatorial, Madrid, Pueyo, 1918.
- Tour Eiffel, Madrid, s. e., 1918. (escrito en francés)
- Hallali, Madrid, Jesús López, 1918. (escrito en francés)
- Saisons choisies, París, La Cible, 1921.
- Finis Britannia, París, Fiat Lux, 1923.
- Tout à Coup, París, Au Sans Pareil, 1925.
- Automme régulier, París, Librairie de France, 1925.
- Manifestes, París, Revue Mondiale, 1925.
- Vientos contrarios, Santiago de Chile, Nascimento, 1926.
- Mío Cid Campeador, Madrid, Compañía Iberoamericana de Publicaciones, 1929.
- Temblor de cielo, Madrid, Plutarco, 1931.
- Altazor o el viaje en paracaídas, Madrid, Compañía Iberoamericana de Publicaciones, 1931.
- Tremblement de Ciel, París, l'As de Coeur, 1932.
- Gilles de Raíz, París, Totem, 1932.
- La Próxima, Santiago de Chile, Walton, 1934.
- Alicia Mir, Santiago de Chile, Walton, 1934.
- Cagliostro, Santiago de Chile, Zig-Zag, 1934.
- En la luna, Santiago de Chile, Ercilla, 1934.
- Tres novelas ejemplares, Santiago de Chile, Zig-Zag, 1935 (con Hans Arp).
- Sátiro o el poder de las palabras, Santiago de Chile, Zig-Zag, 1939.
- Ver y palpar, Santiago de Chile, Ercilla, 1941.
- El ciudadano del olvido, Santiago de Chile, Ercilla, 1941.
- Últimos poemas, Santiago de Chile, Ahués Hermanos, 1948.
- Obras completas, 2 vols., Santiago de Chile, Zig-Zag, 1964.
- Obras completas, 2 vols., Santiago de Chile, Andrés Bello, 1976.
- Obras completas , 2 vols.